# プキオ

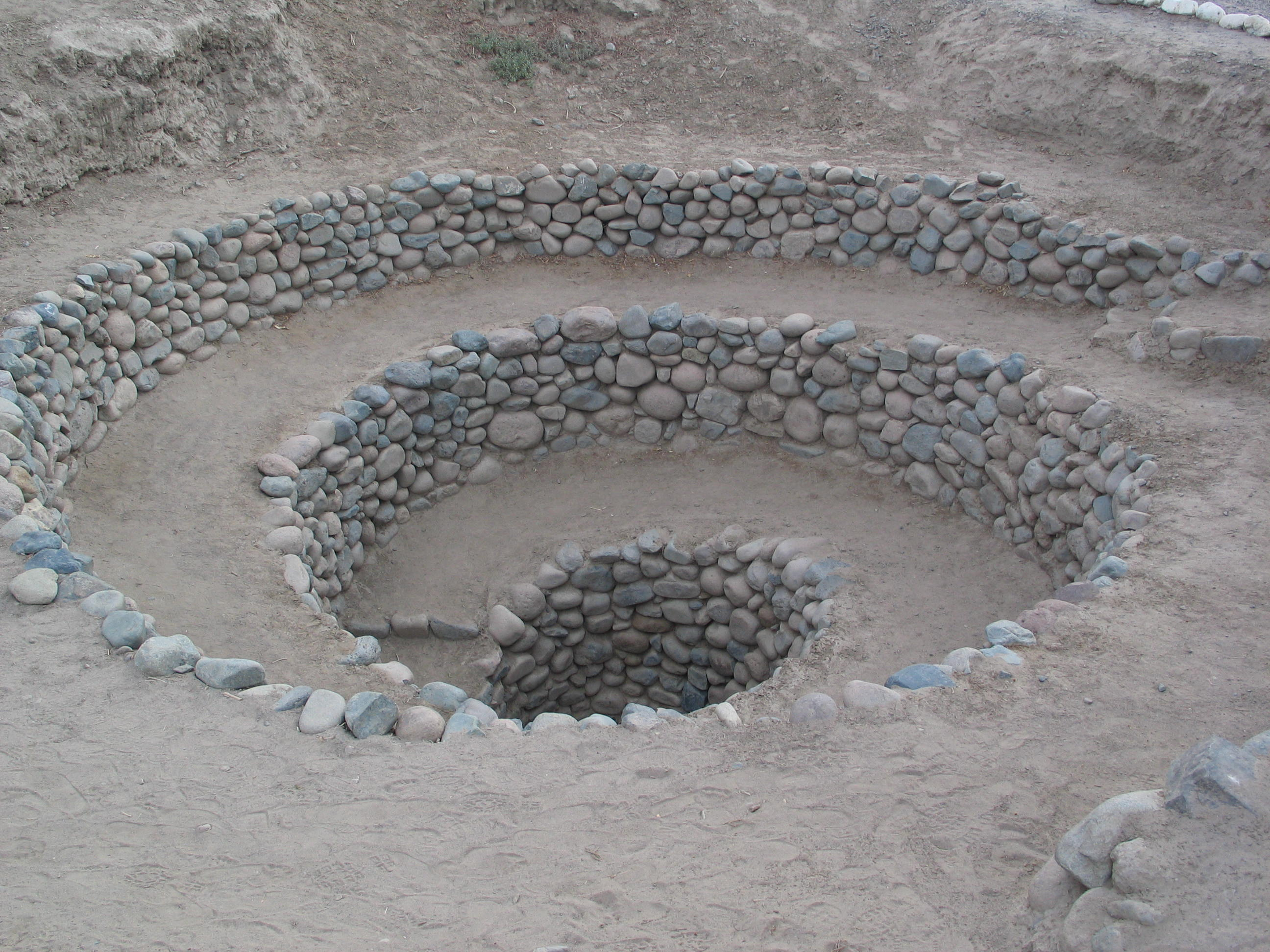
プキオの入口、Cantalloc Aqueducts

プキオ(スペイン語: Puquio、「泉」)はペルー、ナスカ市付近に残る古代の地下水道システムである。そのうち36のプキオは今も機能し、新鮮な水を砂漠に届けている。